# 伊朗能源部
35°46′24.11″N 51°24′25.42″E / 35.7733639°N 51.4070611°E
伊朗能源部（波斯語：‎，Vezârat-e Niru）是伊朗伊斯兰共和国政府的一个部门，负责制定和执行有关能源、电力、水和废水处理的政策。

## 历史和概况
伊朗能源部始于1936年10月17日，成立之初目的是为德黑兰提供电力。1943年5月20日，业务范围加入管理该国水资源。1964年3月17日，更名水电部（ministry of water and electricity）1975年2月17日，议会批准更名能源部（ministry of energy）。1978年5月10日，该部门负责控制该国核电厂的建设和运营。
1979年伊朗制定新宪法后，议会调整了该部的部分职能。1980年7月12日，其部分职能移交伊朗農業部。1983年3月7日，水管理和水资源公平分配划归能源部。
能源部负责水、电、能源和废水处理的供应管理和需求调节，并负责促进商品和服务的成长。该部门也为伊朗的自然资源保护、环境科学、公共卫生促进、福利和国家自主可持续发展发挥重要作用。

## 负责人
该部由五名副部长组成，如下：
- 研究和人力资源副部长
- 规划和经济事务副部长
- 电力和能源部副部长
- 水和废水处理副部长
- 支持、法律和议会事务副部长

## 部长列表（1979年后）
1979年伊朗革命前的最后一位能源部长是贾汉吉尔·马哈德米纳 (Jahanguir Mahdmina)。
1979年伊朗伊斯蘭革命后的伊朗能源部长：
| 序号 | 肖像                                          | 姓名                     | 上任           | 离任           | 政党               | 政府首脑                                                     |
| ---- | --------------------------------------------- | ------------------------ | -------------- | -------------- | ------------------ | ------------------------------------------------------------ |
| 1    | 无                                            | Abbas Taj                | 1979年2月18日  | 1979年11月5日  | 無黨籍             | 邁赫迪·巴扎爾甘                                              |
| 2    | 无                                            | Hassan Abbaspour         | 1979年11月17日 | 1981年6月28日  | 伊斯蘭共和黨       | 伊斯蘭革命委員會 穆罕默德-阿里·拉贾伊                        |
| 3    |                                               | Hassan Ghafourifard      | 1981年8月17日  | 1985年10月28日 | 伊斯兰联合党       | 穆罕默德-贾瓦德·巴霍纳尔 穆罕默德-礼萨·马赫达维·卡尼（代理） |
| 3    | 米爾-侯賽因·穆薩維                            | Hassan Ghafourifard      | 1981年8月17日  | 1985年10月28日 | 伊斯兰联合党       |                                                              |
| 4    | 无                                            | Mohammad Taghi Banki     | 1985年10月28日 | 1987年6月13日  | 伊斯兰联合党       |                                                              |
| 5    |                                               | Bijan Namdar Zangeneh    | 1988年9月20日  | 1997年8月20日  | 無黨籍             |                                                              |
| 5    | 米爾-侯賽因·穆薩維 阿克巴尔·哈什米·拉夫桑贾尼 | Bijan Namdar Zangeneh    | 1988年9月20日  | 1997年8月20日  | 無黨籍             |                                                              |
| 6    | 无                                            | Habibollah Bitaraf       | 1997年8月20日  | 2005年8月24日  | 伊朗伊斯兰参与阵线 | 穆罕默德·哈塔米                                              |
| 7    |                                               | Parviz Fattah            | 2005年8月24日  | 2009年9月3日   |                    | 马哈茂德·艾哈迈迪内贾德                                      |
| 8    |                                               | Majid Namjoo             | 2009年11月15日 | 2013年8月15日  |                    | 马哈茂德·艾哈迈迪内贾德                                      |
| 9    |                                               | Hamid Chitchian          | 2013年8月15日  | 2017年8月20日  |                    | 哈桑·鲁哈尼                                                  |
| 10   |                                               | 礼萨·阿尔德卡尼安        | 2017年10月29日 | 2021年8月25日  |                    | 哈桑·鲁哈尼                                                  |
| 11   |                                               | 阿里-阿克巴尔·迈赫拉比安 | 2021年8月25日  | 现任           |                    | 易卜拉欣·莱希                                                |